# Institut mémoires de l'édition contemporaine
Pour les articles homonymes, voir IMEC.
L'Institut mémoires de l'édition contemporaine (IMEC) est une association française créée en 1988 à l'initiative de chercheurs et de professionnels de l'édition pour rassembler des fonds d'archives et d'études consacrés aux principales maisons d'édition, aux revues et aux différents acteurs de la vie du livre et de l'écrit du XXe siècle : éditeurs, écrivains, historiens, philosophes, critiques, traducteurs, graphistes, libraires, imprimeurs, revuistes, journalistes, directeurs littéraires.
L'institut est abrité à l'abbaye d'Ardenne, près de Caen, en Normandie dans le Calvados.

## Historique
L'Institut mémoires de l'édition contemporaine (IMEC), est le nom d'une association à but non lucratif, créée à l'automne 1988 à partir d'une initiative privée, mais soutenue par le ministère de la culture et de la communication. L'institut est le fruit d'une idée, émise et développée par les membres fondateurs Olivier Corpet, Jean-Pierre Dauphin et Pascal Fouché, qui ont fait le constat qu'il faut créer les conditions permettant un véritable travail de recherche sur des archives littéraires contemporaines, dont l'accès est difficile voire impossible. Jean-Pierre Dauphin est le premier président et Olivier Corpet est nommé directeur.
Durant l'année 1989, l'association se structure avec le renforcement de son conseil d'administration, qui outre les trois membres fondateurs, comprend des membres tutélaires (Centre national des lettres et les ministères de la culture et de l'éducation), et des personnalités scientifiques et professionnelles du monde de l'édition. Claude Durand, président directeur général des éditions Fayard est élu président. L'institut s'installe à Paris, au 25 de la rue de Lille, en mars, il y ouvre une bibliothèque. Les deux premiers fonds accueillis sont ceux de Louis-Ferdinand Céline et Jean Genet.
Sept années après sa création, en 1995, l'institut a déjà 120 fonds confiés en dépôts. On y trouve notamment, le fonds Hachette classé monument historique, ainsi que ceux des éditeurs Denoël, Fayard, Flammarion, Stock et Seuil, et de nombreuses revues comme la Revue des Deux Mondes ou Esprit. Les auteurs sont également présents avec entre autres quelques grands noms : Roland Barthes et Michel Foucault pour les sciences humaines, les romanciers Marguerite Duras, André Pieyre de Mandiargues ou Alain Robbe-Grillet, le poète et dramaturge Georges Schehadé, le musicien Erik Satie et le peintre du mouvement Cobra Christian Dotremont.
Les capacités de conservation de l'Institut sont à saturation lorsque son directeur Olivier Corpet rencontre René Garrec, président du Conseil régional de Basse-Normandie. Les deux hommes vont trouver un terrain d'entente, notamment financier, pour redonner vie à l'abbaye d'Ardenne, près de Caen qui est une immense ruine depuis les bombardements et combats de l'été 1944 lors de la bataille de Caen, en y installant l'Institut. En 1996, l'assemblée régionale vote le financement de la restauration, et l'IMEC crée une antenne permettant d'initier un programme d'activités culturelles en préparation de son installation.
En 1998, l'IMEC déménage au 9 de la rue Bleue à Paris. Il est également labellisé « Centre culturel de rencontre ». De nouvelles archives entrent et en 1999, l'institut peut publier une première liste de ses collections, le répertoire contenant près de 190 fonds. Le début des travaux de restauration et d'aménagement de l'abbaye en 2000, est l'aboutissement d'un long travail ayant permis de concilier la mise en valeur du patrimoine architectural du site et les besoins de l'Institut. La tâche est confiée à Bruno Decaris, architecte en chef des monuments historiques.
C'est en 2004, après la fin des travaux, que l'IMEC entreprend le transfert de son fonds d'archives dans l'abbaye d'Ardenne totalement restaurée et aménagée pour abriter une bibliothèque de 80 000 ouvrages, des salles d'archivage en sous-sol représentant plus de 15 km de linéaire, tandis que la grande nef reconstituée abrite la salle de consultation ouverte aux chercheurs. L'ouverture de l'abbaye et de la bibliothèque a lieu en octobre 2004.

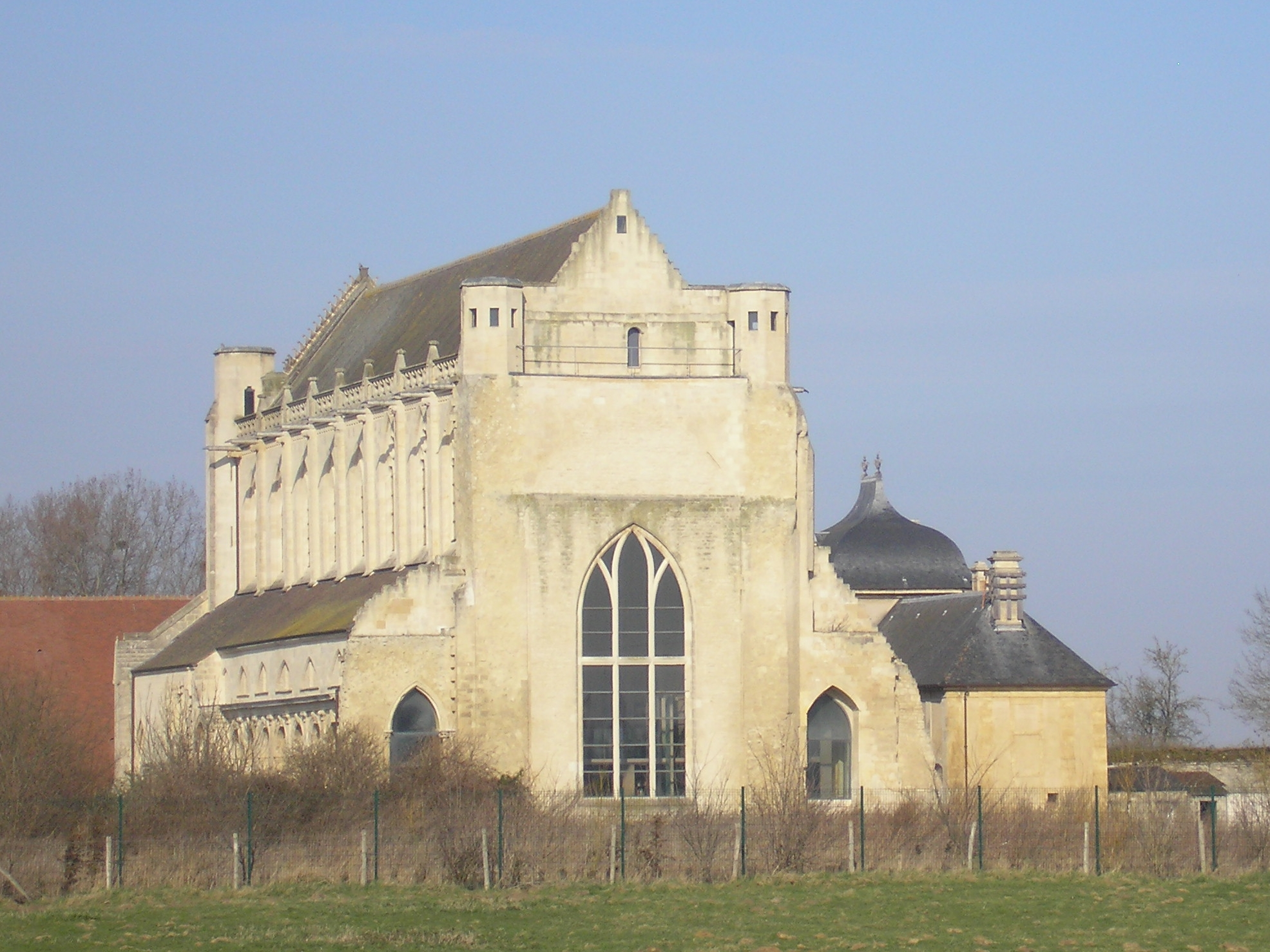
Abbaye d'Ardenne : abbatiale transformée en bibliothèque.
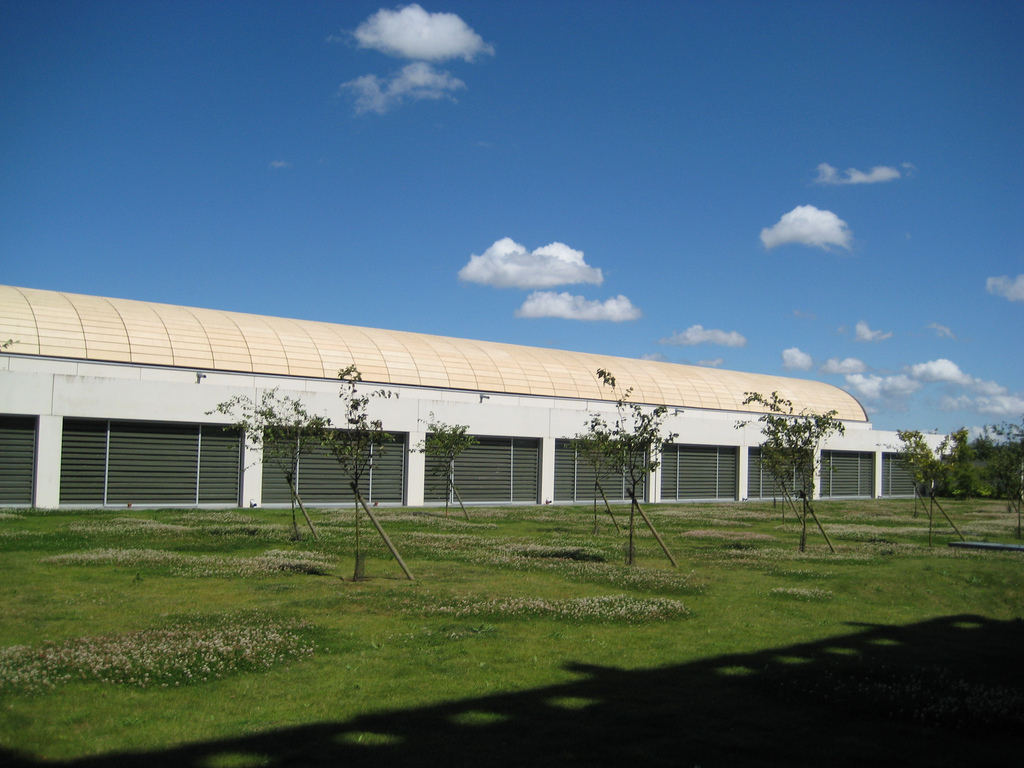
Pavillon des archives de l'IMEC relié par un tunnel à la bibliothèque.

La grange aux dîmes est transformée en salle de conférences, d’expositions et de concerts. Il faut attendre 2006 pour que l'Institut rende opérationnel l'ensemble du programme du projet culturel prévu.
Ouvert aux visites, le site est également un lieu de « lectures, débats, rencontres, expositions, actions éducatives, séminaires de recherches, colloques,... ». L'institut ne coupe cependant pas avec Paris, il installe des bureaux au 174 de la rue de Rivoli. Le 20 décembre 2007, Christian Bourgois, président de l'Institut, meurt ; il est remplacé au début de l'année 2008 par l'ancien ministre de la Culture Jack Lang.
L'année 2009 voit la mise en ligne d'une nouvelle mouture du répertoire de l'ensemble des collections.
En 2016, une nouvelle phase de travaux permet d'étendre les surfaces ouvertes au public. La porte de Bayeux est transformée en accueil, les anciennes écuries en espace d'exposition et la porte Saint-Norbert en café littéraire,.

## Statut et missions
Présidée successivement par les directeurs des grandes maisons d'édition françaises, l'IMEC est soutenu par le ministère de la Culture (Service du Livre et de la Lecture) et le Conseil régional de Basse-Normandie.
Le fonctionnement de l'IMEC est fondé sur la charte des Centres culturels de rencontre. La mission principale est de réaliser la synthèse entre un grand monument ayant perdu sa fonction originelle et un projet intellectuel qui assure son sauvetage et sa réhabilitation. Ils conjuguent ainsi deux objectifs majeurs de l'action culturelle : la sauvegarde du patrimoine et l'enracinement du développement culturel. Établi à l'écart ou inscrit, au contraire, dans la ville, le monument considéré constitue un espace propice au travail individuel et collectif. L'activité qu'il abrite, centrée sur la rencontre, suppose la disponibilité d'espaces équipés pour celle-ci. C'est pourquoi le Centre culturel de rencontre peut accueillir en ses murs un ou plusieurs groupes totalisant quelques dizaines de personnes, et ceci sur plusieurs jours.

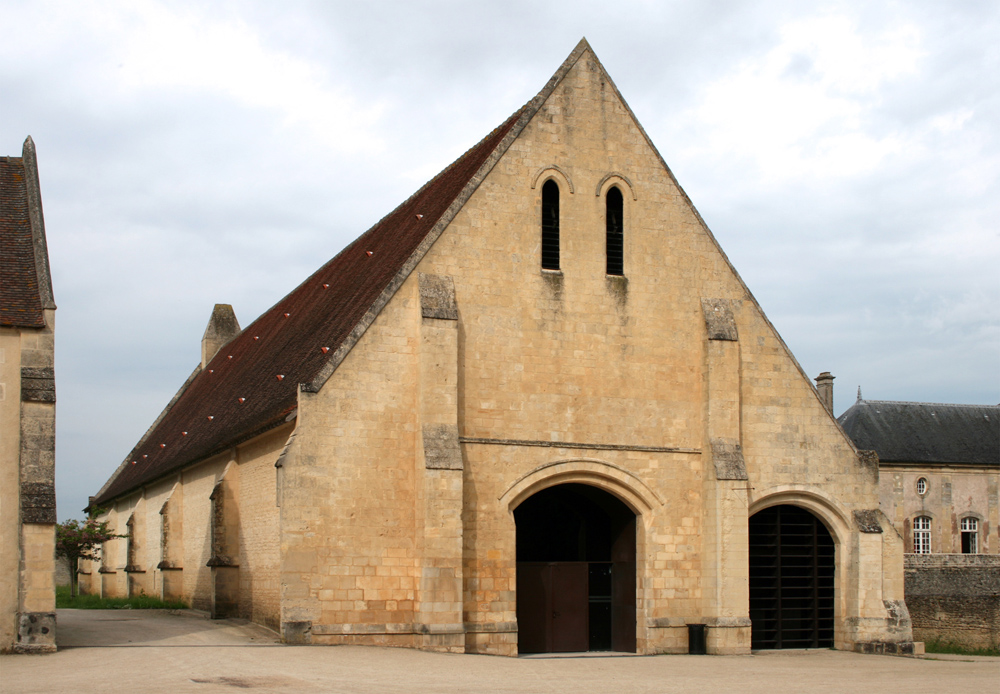
Salle d'exposition dans l'ancienne grange aux dîmes.
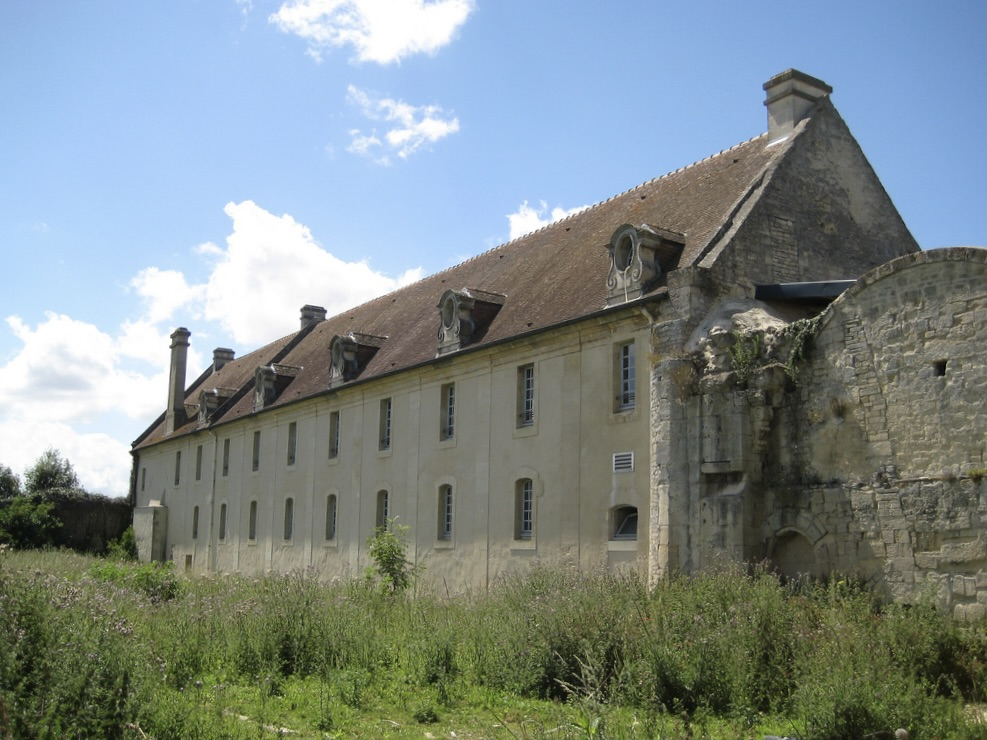
Lieu d'hébergement dans l'ancien farinier.

## Budget
Son budget annuel de fonctionnement, qui s'élève à 3,9 millions d'euros en 2008, est subventionné par le Conseil régional de Basse-Normandie à hauteur de 1,5 million, et par l'État, à hauteur de 1,5 million également.

## Controverse
Contestée lors de sa création, par certains professionnels des archives en raison de son approche peu traditionnelle et critiquée par certains anthropologues du patrimoine, cette institution a toutefois le grand mérite de mettre à la disposition de chercheurs — et dans de bonnes conditions — des archives qui sans elle se trouveraient, dans de nombreux cas, sur le marché, dans des collections particulières[réf. nécessaire].

## Liste des présidents
Les présidents du conseil d'administration furent successivement :
- 1989-1995 : Claude Durand
- 1995-2008 : Christian Bourgois
- 2008-2013 : Jack Lang
- Depuis 2013 : Pierre Leroy